# Francisca Xavier Cabrini

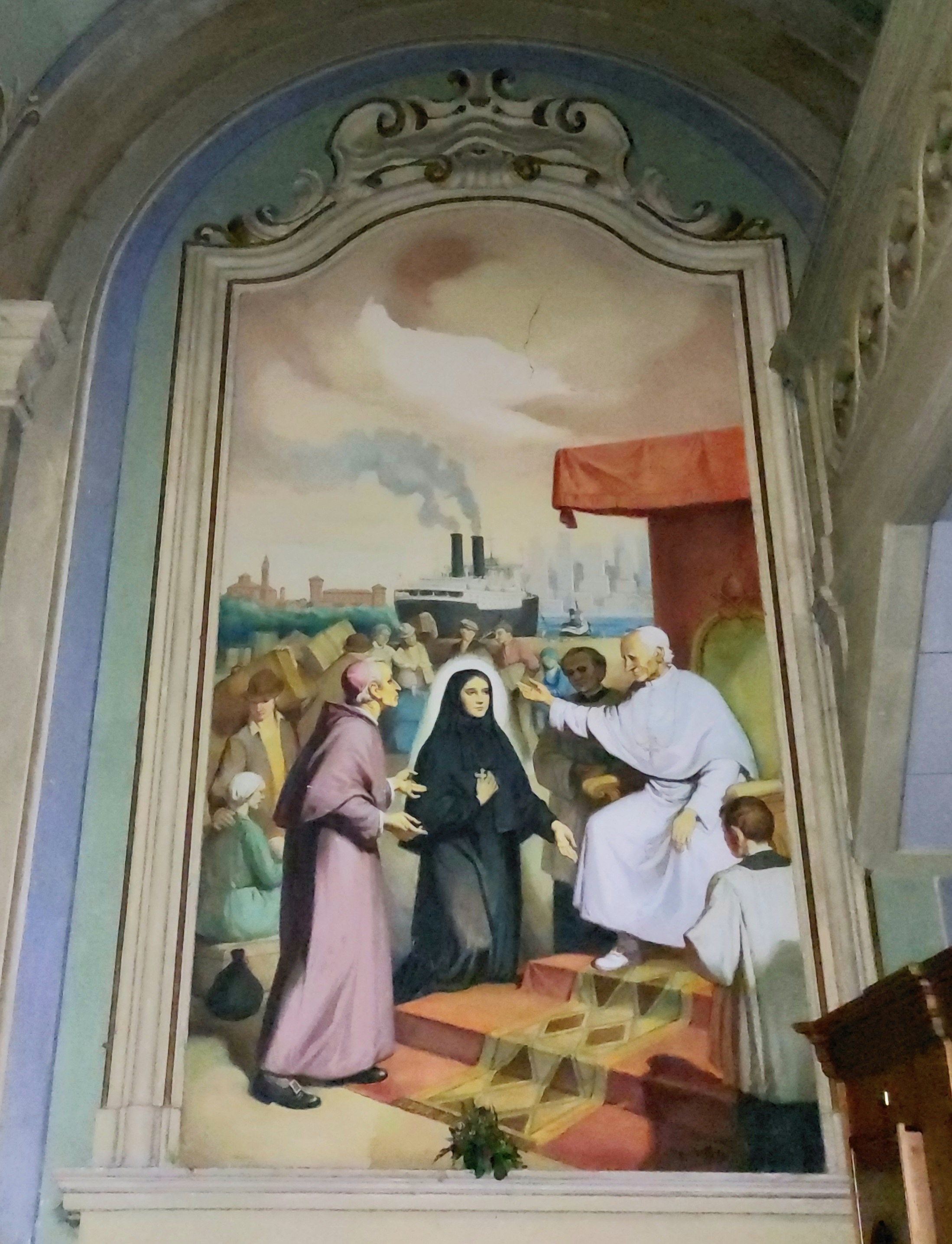
Dom Scalabrini apresenta a irmã Cabrini ao papa Leão XIII para receber a missão nos Estados Unidos. Obra de Luigi Arzuffi, 1984, igreja de Caselle Landi, Itália.

Francisca Xavier Cabrini, conhecida como Madre Cabrini, (Sant'Angelo Lodigiano, 15 de julho de 1850 – Chicago, 22 de dezembro de 1917) foi uma religiosa católica italiana radicada nos Estados Unidos, tendo sido a primeira cidadã norte-americana a ser canonizada pela Igreja Católica. 

## Vida e obras
Maria Francesca Cabrini nasceu no norte da Itália, sendo a mais jovem dos treze filhos de Agostino Cabrini e Stella Oldini. Nascida prematuramente, sua saúde foi sempre delicada. Tomou votos religiosos em 1877, convertendo-se na Madre Superiora do orfanato Casa da Providência em Codogno, onde também era professora.
Em 1880 o orfanato foi fechado e ela se converteu em um dos sete membros fundadores do Instituto das Irmãs Missionárias do Sagrado Coração de Jesus. Apesar de seu sonho ser trabalhar como missionária na China, o Papa Leão XIII a enviou a Nova Iorque em 31 de março de 1889. Ali teve permissão do arcebispo Michael Corrigan para fundar um orfanato, a primeira das 67 instituções que fundou em Nova Iorque, Chicago, Seattle, Nova Orleans, Denver, Los Angeles, e outros países da América do Sul e Europa.
Naturalizou-se cidadã norte-americana em 1909. Morreu no Hospital Columbus de Chicago. Seus restos se encontram enterrados na Escola Madre Cabrini, em Manhattan, Nova Iorque.

## Devoção

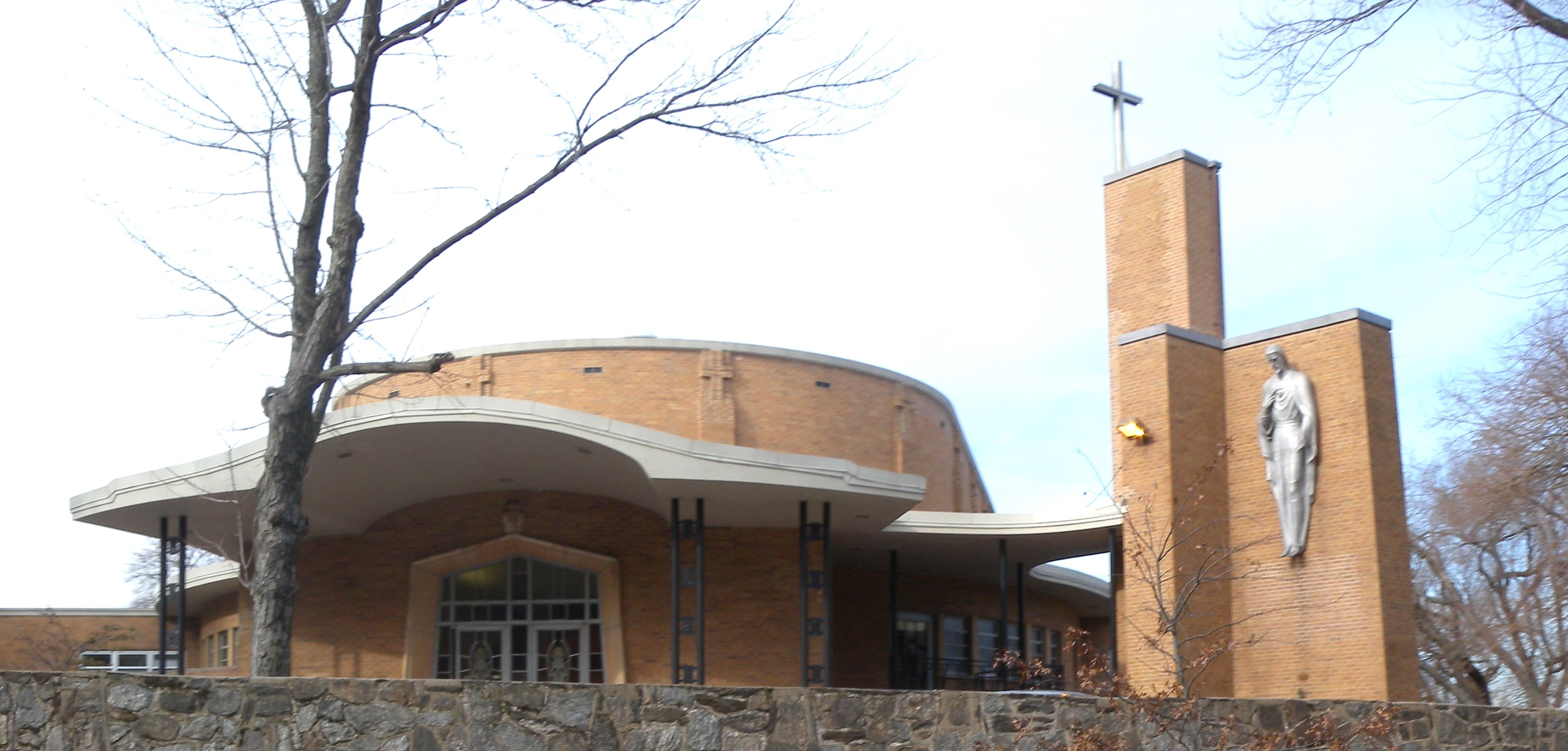
Santuário de Madre Cabrini, em Chicago.

Em 1931, seu corpo foi exumado e estava parcialmente incorrupto. Ele está agora preservado num caixão de vidro no altar do Santuário de Santa Francisca Cabrini, parte da Escola Madre Cabrini, em Manhattan. Na época, seu coração foi removido e está preservado na capela da matriz internacional da congregação em Roma. 
Foi beatificada em 13 de novembro de 1938 e canonizada em 7 de julho de 1946 pelo papa Pio XII. Por conta do enorme aumento no número de peregrinos que iam até a sua sala no Hospital Columbus, em Chicago, o cardeal Stritch consagrou um Santuário Nacional em honra à santa no complexo do hospital. Ele foi dedicado em 1955, 38 anos após a morte da santa. Este santuário tem a missão especial de fomentar a devoção à primeira santa norte-americana. 
O templo estava no centro do hospital, que estava localizado em Lincoln Park, em Chicago. Em 2002, o hospital fechou e logo foi demolido, mas o santuário e a sala de Madre Cabrini foram preservados, embora fechados ao público. A reabertura aconteceu no outono de 2012, passando a funcionar como um centro de oração, devoção, peregrinação e cuidado espiritual. Ele foi decorado com mosaicos dourados, mármore de Carrara, afrescos e vidro colorido florentino. Como parte do plano de restauração, ele também é hoje circundado por um condomínio.
O milagre que fundamentou sua beatificação foi a restauração da visão a uma criança que havia sido cegada por um excesso de nitrato de prata nos olhos. O milagre de sua canonização foi a cura de uma freira, doente terminal.
Na cidade de São Paulo há uma paróquia inaugurada no dia 9 de março de 1969 que leva o nome de Madre Cabrini. Trata-se da Paróquia Santa Francisca Xavier Cabrini, que fica nas dependências do Colégio Boni Consilii localizado no bairro de Campos Elísios.